# Spondylurus spilonotus
Espèce
Synonymes
- Euprepes spilonotus Wiegmann, 1837
- Mabuya spilonota (Wiegmann, 1837)

Statut de conservation UICN

 CR B1ab(v) : 
En danger critique
Spondylurus spilonotus est une espèce de sauriens de la famille des Scincidae.

## Répartition
Cette espèce est endémique des îles Vierges des États-Unis. Elle se rencontre sur les îles de Saint John et de Saint Thomas.

## Étymologie
Le nom spécifique spilonotus vient du grec spilos, le point, et de notos, le dos, en référence motif dorsal tacheté de ce saurien.

## Publication originale
- Wiegmann, 1837 : Herpetologische Notizen. Archiv für Naturgeschichte, vol. 3, p. 123-136 (texte intégral).